# Republikanska föreningen
Republikanska föreningen är en partipolitiskt och religiöst obunden förening som verkar för att Sverige ska avskaffa monarkin som statsskick och i stället införa republik.

## Historik
Republikanska föreningen grundades 1997 av Magnus Simonsson och Fredrik Högberg och hade vid slutet av 2018 10 000 medlemmar. Ordförande i föreningen är sedan 22 april 2023 Niclas Malmberg. Verksamheten leds av en kongressvald styrelse. Föreningen har ett femtontal lokalavdelningar.
Svenska republikaner var under 1900-talet organiserade i Republikanska klubben och Republikanska förbundet, där bland andra författaren Vilhelm Moberg var medlem. Republikanska förbundets verksamhet avsomnade dock i början av 1990-talet och ombildades till en stiftelse, som i början av 2000-talet donerade sina tillgångar till Republikanska föreningen.
År 2005 instiftade Republikanska föreningen en Republikens dag. Denna firas av medlemmarna den 6 juni. Evenemanget kallas även ”Nationaldag utan kung”. Föreningen tillkännagav tidigare vid detta tillfälle vem som hade utsetts till ”Årets republikan”. Man bestämde emellertid 2010 att tillkännagivandet skulle flyttas till årsmötet.
2010 grundades en fristående ungdomsorganisation, kallad Unga Republikaner. Förbundsordförande sedan 16 november 2024 är Ludwig Norman.

## Tidskriften Reform
Föreningen ger två gånger per år, vår och höst, ut tidskriften Reform. Tidskriften lanserades i oktober 2011 och syftar till att driva debatten om republik som demokratisk reform. Reform bevakar samhällsdebatten om Sveriges statsskick och lyfter fram nyheter och människor som berör ämnet, genom både seriösa och mer lättsamma inslag. Krönikor från kulturpersonligheter, intervjuer med exempelvis statsvetare liksom artiklar om den konstitutionella utvecklingen i andra länder hör till det som publiceras i tidskriften.

## Årets republikan
Årets republikan är en utmärkelse som utdelas årligen av Republikanska föreningen.
- 2005 Vilhelm Moberg (postumt)
- 2006 Ann Svanberg, arbetsförmedlare (för debattinlägget ”Jag vill gå ur monarkin!” i Aftonbladet[11])
- 2007 Mikael Wiehe, musiker
- 2008 Karolina Fjellborg, journalist
- 2009 Johan Croneman, journalist
- 2010 Sydsvenskans ledarredaktion och Lars Ohly, partiledare för Vänsterpartiet
- 2011 Lena Andersson, författare och krönikör
- 2012 Inga-Britt Ahlenius, civilekonom
- 2013 Özz Nûjen, ståuppkomiker
- 2014 Pehr G. Gyllenhammar, näringslivsprofil
- 2015 Maria Ripenberg, journalist
- 2016 Emil Mörk, lärare
- 2017 Utmärkelsen delades inte ut
- 2018 Thomas Lyrevik, författare
- 2019 Republiken Finland[12]
- 2020 Joar Forssell, riksdagsledamot för Liberalerna
- 2021  Csaba Bene Perlenberg, journalist och filmregissör
- 2022  Hana Al-Khamri, journalist och författare
- 2023 Mikael Bergling, journalist
- 2024 Karin Sundin riksdagsledamot för Socialdemokraterna

## Ordförande
| Period    | Ordförande            |
| --------- | --------------------- |
| 1999–2001 | Magnus Simonsson (L)  |
| 2001–2002 | Joel Stade (S)        |
| 2002–2005 | Birgitta Ohlsson (L)  |
| 2005–2008 | Hillevi Larsson (S)   |
| 2008–2009 | Sofia Karlsson (FI)   |
| 2009–2013 | Peter Althin (KD)     |
| 2013–2015 | Mia Sydow Mölleby (V) |
| 2015–2019 | Yasmine Bladelius (S) |
| 2019–2021 | Ulf Bergström (S)     |
| 2021–2023 | Olle Nykvist (C)      |
| 2023–     | Niclas Malmberg (MP)  |

## Generalsekreterare
| Period    | Generalsekreterare |
| --------- | ------------------ |
| 2010–2011 | Mona Abou-Jeib     |
| 2011–     | Magnus Simonsson   |